# زیگیسموند فون هربرشتاین

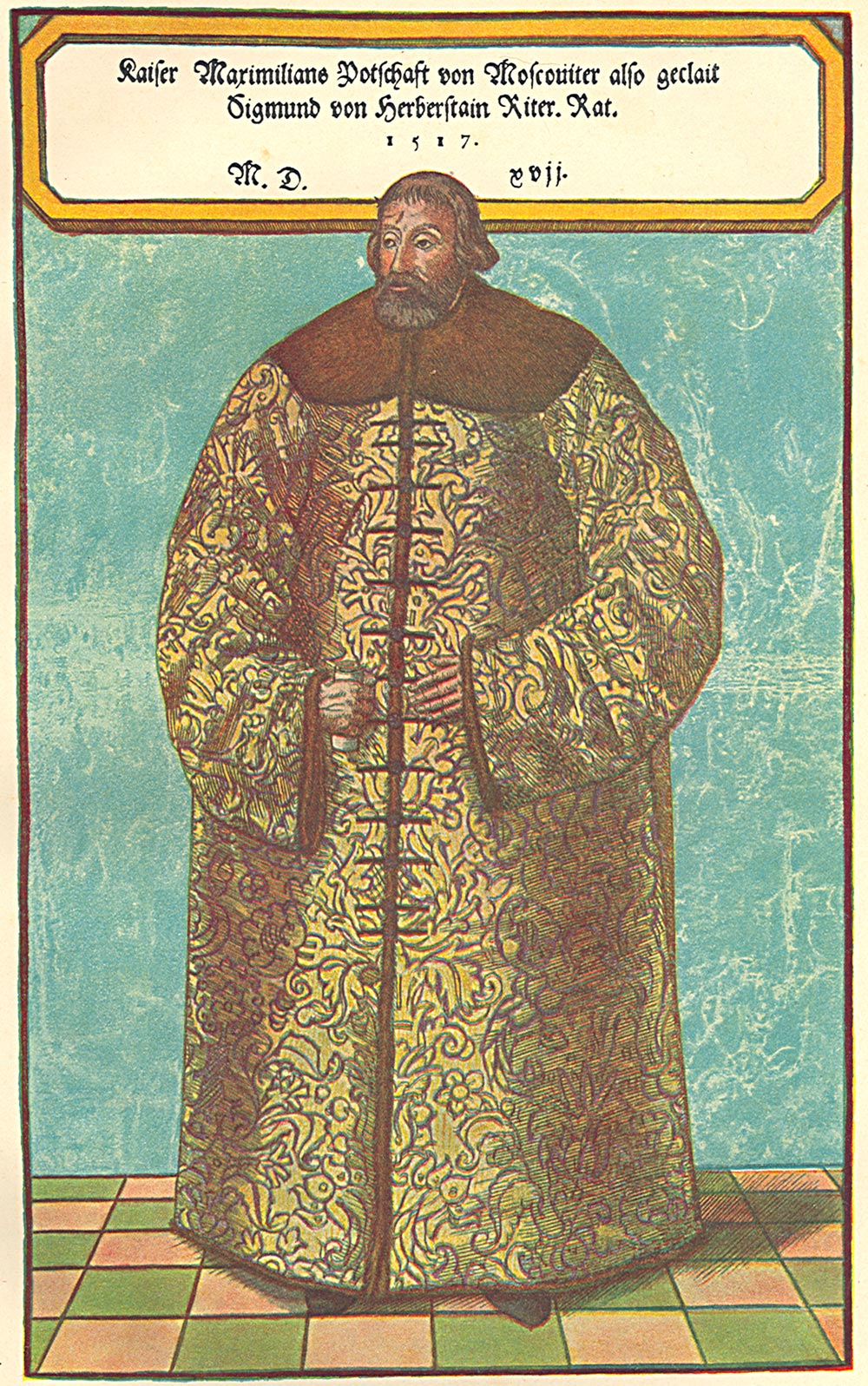
زیگیزموند فون هربرشتاین در لباس روسی، ۱۵۱۷

زیگموند (زیگیسموند) فرایهر فون هربرشتاین (یا بارون زیگیسموند فون هربرشتاین؛ ۲۳ اوت ۱۴۸۶–۲۸ مارس ۱۵۶۶) دیپلمات، نویسنده، مورخ و عضو شورای امپراتوری مقدس روم اهل کارنیولان بود. او بیشتر به خاطر نوشته‌های گسترده‌اش در مورد جغرافیا، تاریخ و آداب و رسوم روسیه شناخته می‌شود و سهم بسزایی در دانش اولیه اروپای غربی از آن منطقه داشته است.

## اوایل زندگی
هربرشتاین در سال ۱۴۸۶ در ویپاوا (آلمانی: Wippach به دنیا آمد) در دوک‌نشین کارنیولا، که اکنون در اسلوونی است و در آن زمان بخشی از سلطنت هابسبورگ بود. والدین او لئونارد فون هربرشتاین و باربارا فون لوگ، اعضای خانواده‌ای برجسته آلمانی‌زبان بودند که نزدیک به ۲۰۰ سال در قلعه هربرشتاین ساکن بودند. اطلاعات کمی از دوران کودکی او در دست است، جز اینکه او با زبان اسلوونیایی رایج در منطقه آشنا شد. این دانش بعدها در زندگی او اهمیت یافت.
در سال ۱۴۹۹، او برای تحصیل فلسفه و حقوق وارد دانشگاه وین شد. در سال ۱۵۰۶، به عنوان افسر وارد ارتش شد و در تعدادی از لشکرکشی‌ها خدمت کرد. در سال ۱۵۰۸، شخصاً توسط امپراتور مقدس روم، ماکسیمیلیان اول، به مقام شوالیه مفتخر شد. در سال ۱۵۱۵، او وارد شورای امپراتوری یا پارلمان شد و یک حرفه دیپلماتیک طولانی و درخشان را آغاز کرد.

## حرفه دیپلماتیک
بین سال‌های ۱۵۱۵ تا ۱۵۵۳، هربرشتاین تقریباً ۶۹ مأموریت به خارج از کشور انجام داد و در سراسر اروپا، از جمله ترکیه، سفر کرد. او توسط حاکمان هابسبورگ مورد استقبال قرار گرفت و با عناوین و املاک پاداش گرفت. او دو بار به عنوان سفیر امپراتور مقدس روم به روسیه فرستاده شد، در سال ۱۵۱۷ برای تلاش برای ترتیب دادن آتش‌بس بین روسیه و لیتوانی، و در سال ۱۵۲۶ برای تمدید پیمانی بین این دو که در سال ۱۵۲۲ امضا شده بود. این سفرهای طولانی (نه ماه در سفر ۱۵۱۷ او) به او فرصتی برای مطالعه جامعه روسیه که تا آن زمان تا حد زیادی ناشناخته بود، داد.

## نوشتن در مورد روسیه

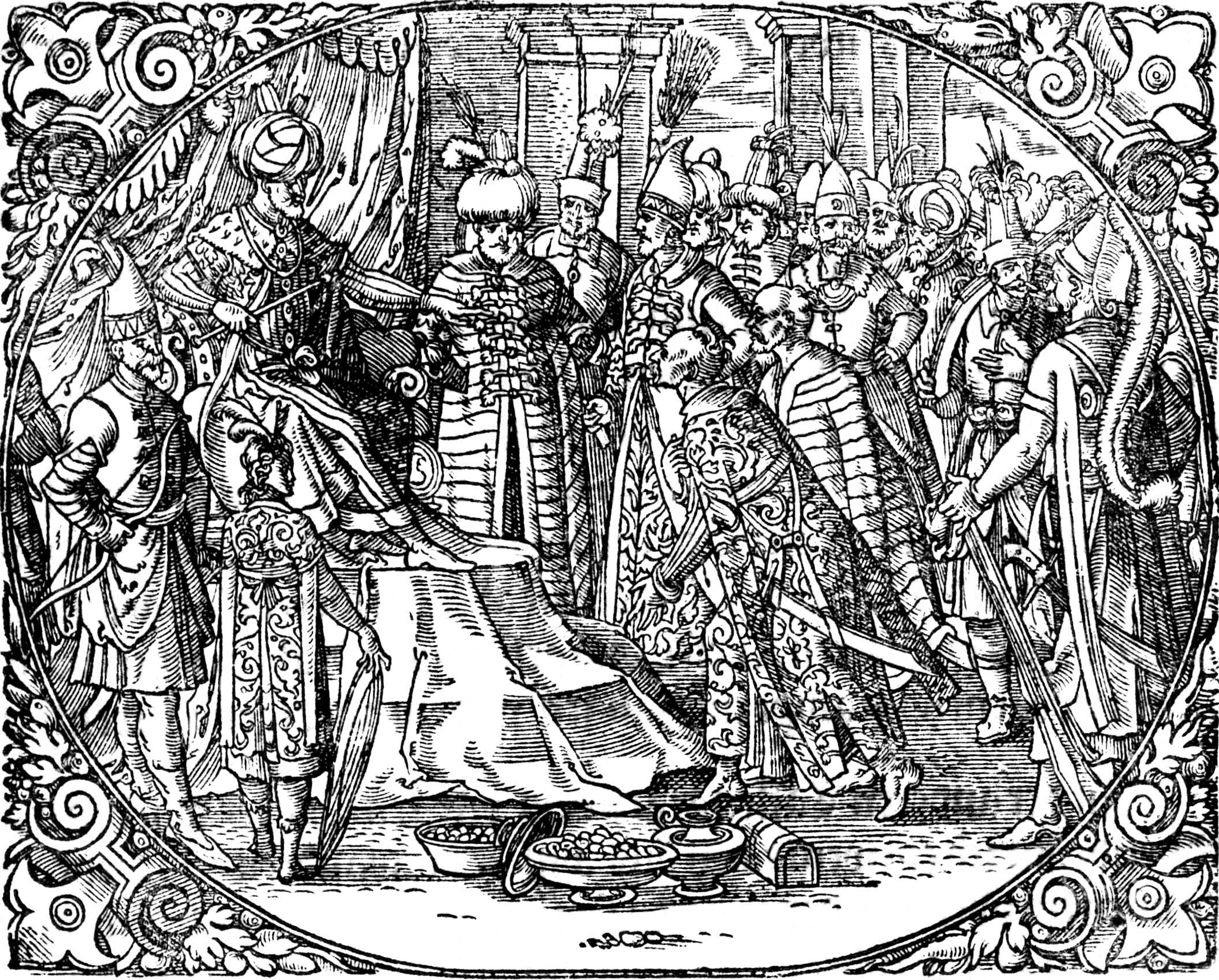
حکاکی از کتاب هربرشتاین. سفیران در حال اهدای هدایا به تزار مسکو

دانش هربرشتاین از زبان اسلوونیایی که در جوانی به دست آورده بود، به او اجازه می‌داد با روس‌ها ارتباط برقرار کند، زیرا اسلوونیایی و روسی هر دو به زبان‌های اسلاوی تعلق دارند. او از این توانایی برای پرسش از افراد مختلف در روسیه در مورد طیف وسیعی از موضوعات استفاده کرد. این امر به او بینشی نسبت به روسیه و روس‌ها داد که برای معدود بازدیدکنندگان قبلی روسیه در دسترس نبود.
او احتمالاً اولین روایت خود از زندگی در روسیه را بین سال‌های ۱۵۱۷ تا ۱۵۲۷ نوشته است، اما هیچ نسخه‌ای از این نوشته باقی نمانده است. در سال ۱۵۲۶، از او خواسته شد تا گزارشی رسمی از تجربیاتش در روسیه تهیه کند، اما این گزارش در بایگانی‌ها نسبتاً مورد توجه قرار نگرفت تا اینکه توانست زمانی برای اصلاح و گسترش آن پیدا کند، کاری که احتمالاً در دهه ۱۵۳۰ آغاز کرده بود.
شواهد نشان می‌دهد که هربرشتاین یک قوم‌شناس پرانرژی و توانمند بوده است. او هم با پرسش از مردم محلی و هم با بررسی انتقادی متون کمیاب موجود در مورد روسیه، به تحقیق عمیق می‌پرداخت. نتیجه، اثر بزرگ او بود، کتابی به زبان لاتین با عنوان Rerum Moscoviticarum Commentarii (یادداشت‌هایی در مورد امور مسکو) که در سال ۱۵۴۹ منتشر شد. این کتاب به منبع اصلی اولیه دانش در اروپای غربی در مورد روسیه تبدیل شد.
او اولین کسی بود که املای تزار را به صورت czar ثبت کرد (هر دو املا برای بیان تلفظ یکسانی در نظر گرفته شده‌اند). بعدها، در قرن نوزدهم، انگلیسی و فرانسوی شروع به تغییر از املای «cz» به املای «ts» کردند.
هربرشتاین همچنین به یک «راهنمای جاده‌ای روسی» اشاره کرد که برای داده‌های جغرافیایی در مورد شمال اورال و سیبری به دست او رسیده بود و نشان می‌داد که این سرزمین‌ها در آن زمان برای روس‌ها کاملاً شناخته شده بوده‌اند.